# 尤貝特 (加利福尼亞州)
尤貝特（英語：You Bet）是位於美國加利福尼亞州內華達縣的一個非建制地區。該地的面積和人口皆未知。

## 地理
尤貝特的座標為39°12′33″N 120°54′00″W / 39.20917°N 120.90000°W，而該地的平均海拔高度為887米（即2910英尺）。